# Inostemma dux
Inostemma dux är en stekelart som beskrevs av Peter Neerup Buhl 2007. Inostemma dux ingår i släktet Inostemma och familjen gallmyggesteklar. Inga underarter finns listade i Catalogue of Life.